# Cayetano Jaime Moltó
Cayetano Jaime Moltó (Cartagena, 1960) es un político y sindicalista español.

## Biografía
Ingresó en el PCE y en CCOO en 1982.

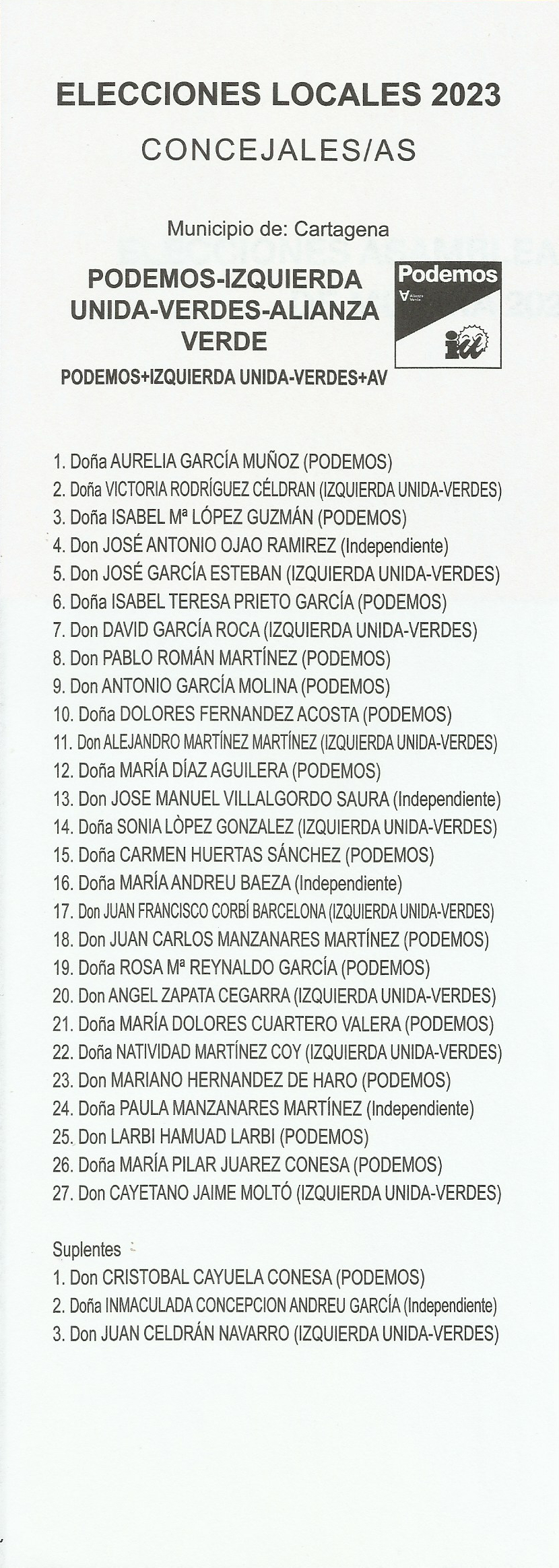
Papeleta electoral

Fue coordinador de Izquierda Unida (IU) en Cartagena de 1992 a 1996 y de 2010 a 2015, concejal de IU en el ayuntamiento de Cartagena entre 2011 y 2015, diputado autonómico en la Asamblea Regional de Murcia en las legislaturas IV (1995-1999) y VI (2003-2007), coordinador regional de IU-Verdes de la Región de Murcia de 2000 a 2005 y posteriormente miembro de la Presidencia Federal de IU y del Consejo Político Federal y responsable de Economía y Empleo de IU. 
En las elecciones municipales de mayo de 2015 figuraba como suplente por la lista conjunta IU-Socialistas por Cartagena (SPCT). 
Se presentó en el último lugar de la candidatura de la coalición Podemos-Izquierda Unida en las elecciones municipales de 2023 en Cartagena y no fue elegido concejal. 
Sindicalista de Comisiones Obreras,  miembro del comité de empresa en la Empresa Nacional Bazán, desde 2005 Navantia, donde ha trabajado como ajustador laminador.